# Macronyx grimwoodi
Macronyx grimwoodi е вид птица от семейство Стърчиопашкови (Motacillidae).

## Разпространение
Видът е разпространен в Ангола, Замбия и Демократична република Конго.